# James Maxton
James Maxton (Pollokshaws, 22 giugno 1885 – 23 luglio 1946) è stato un politico britannico, leader della fazione di estrema sinistra del Partito Laburista Indipendente. Maxton era un pacifista che si oppose ad entrambe le guerre mondiali. Proponente di spicco de l'Home rule per la Scozia, è ricordato come una delle figure di spicco dell'era Red Clydeside. Ruppe con Ramsay MacDonald e il governo di minoranza laburista e divenne uno dei suoi critici più amari. Come leader del Partito Laburista Indipendente (ILP), nel 1932 ha dissociato l'ILP dal partito principale. Successivamente è diventato una figura marginale indipendente della sinistra.

## Biografia

### Primi anni, attività lavorativa e politica
Nato in Scozia nel burgh di Pollokshaws (ora parte della città di Glasgow), Maxton era figlio di insegnanti. Ha frequentato la Hutchesons High School e ha poi studiato all'Università di Glasgow. Durante i suoi studi, divenne un socialista convinto. Nel 1904 entrò a far parte del Partito Laburista Indipendente (ILP).
Dopo aver completato gli studi, ha lavorato come insegnante e a partire dal 1906 ha lavorato nell'Unione dei maestri (Schoolmaster Union).
Pacifista convinto, apparve pubblicamente dopo lo scoppio della prima guerra mondiale come oppositore della guerra e chiese la sua rapida fine. Dopo l'introduzione del sistema di reclutamento militare involontario britannico nel 1916, si rifiutò di prestare servizio. Ha lavorato come scaricatore di porto. Lo stesso anno, è stato arrestato per il suo coinvolgimento nell'organizzazione di scioperi da parte dei lavoratori portuali e detenuto per un anno per la sua presunta sedizione politica durante la guerra.
Nel 1918, fu eletto nel Consiglio del Partito Laburista. Come difensore dell'autonomia scozzese, fu presidente della Scottish Home Rule Association nei primi anni '20.
Alle elezioni parlamentari britanniche del dicembre 1918, si candido per la Camera dei comuni, ma fu sconfitto dai conservatori. Alle elezioni legislative del novembre 1922, riuscì finalmente a essere eletto come candidato del Partito Laburista nella circoscrizione elettorale di Glasgow Bridgeton, dove rimase per quasi 24 anni fino alla sua morte nel 1946, interrompendo il suo mandato. Durante questo periodo, il suo mandato fu confermato cinque volte (alle elezioni del 1924, 1929, 1931, 1935 e 1945). Dopo la sua morte, gli succedette nella carica James Carmichael.
Per la sua efficacia come oratore dentro e fuori dal Parlamento e come parlamentare, è stato valutato da molti contemporanei e da numerosi osservatori retrospettivi come uno dei più dotati e migliori oratori politici della Gran Bretagna nella prima metà del XX secolo. Compreso il suo antipode politico 
Winston Churchill, che lo ha riconosciuto come "il più grande parlamentare dei suoi tempi".
Dal 1926 al 1931 e dal 1934 al 1939, fu presidente del Partito Laburista Indipendente (ILP). Tra i suoi due mandati e negli anni successivi alla fine del suo secondo mandato fino alla sua morte, fu anche la figura ufficiosamente dominante di questo partito. Nel 1932 esortò l'ILP a rompere il suo tradizionale impegno nei confronti del Partito Laburista come suo partito madre e si oppose ad esso, ma come la maggior parte degli altri leader dell'ILP, appoggiò la decisione del Partito Laburista nel 1931 di formare un governo di coalizione con i conservatori. Dopo la sua morte, l'ILP declinò rapidamente e smise di essere una forza politica significativa.
Fino ad oggi, è spesso visto come un forte sostenitore delle esigenze delle persone socialmente svantaggiate ed è quindi considerato una specie di eroe popolare che ha attirato l'interesse pubblico, il giornalismo e la ricerca storica.

### Famiglia
Il figlio, John Maxton, è stato membro del collegio elettorale di Cathcart e ha fatto parte a partire dal 2004 della Camera dei lord.

## Pubblicazioni
- A Living Wage for All: Dr. Salter's Speech in the House of Commons on Wednesday, March 7, 1923. London: Bermondsey Independent Labour Party, 1923.
- The Left Wing: Its Programme and Activities. London: National Left Wing Provisional Committee, n.d. [c. 1926].
- Twenty Points for Socialism. London: ILP Publication Department, n.d. [c. 1927].
- Our Case for a Socialist Revival. With A.J. Cook. London : Workers' Publications, n.d. [c. 1928].
- The Roads to Socialism: Chairman's Address at the ILP Conference. London: ILP Publication Department, 1929.
- The Case of Benn v. Maxton: Being a Correspondence on Capitalism and Socialism, to which is Appended the Report of a Broadcast Debate. With Ernest John Pickstone Benn. London: E. Benn, 1929.
- Speech on the Government's Unemployment Proposals in the House of Commons 4 November 1929. London: ILP Publication Department, n.d. [1929].
- Where the ILP Stands: Presidential Address of J. Maxton to the ILP Conference, together with the Declaration on the Relation of the ILP to the Labour Party. London: ILP Publication Department, 1930.
- Lenin. New York: D. Appleton & Co., 1932.
- Widespread Poverty: "The Existing Social Order Must Go." London: Independent Labour Party, 1933.
- A Clear Lead. With Fenner Brockway. London: Independent Labour Party, 1933.
- Keir Hardie: Prophet and Pioneer. London: F. Johnson, n.d. [c. 1933].
- Dictators and Dictatorship. London: Independent Labour Party, n.d. [c. 1934].
- If I Were Dictator. London: Methuen, 1935.
- The Unity Campaign. With Stafford Cripps and Harry Pollitt. London : National Unity Campaign Committee, 1937.
- Maxton's Great Anti-War Speech. Glasgow : Civic Press, n.d. [1939].
- Why We Oppose Conscription. London: Independent Labour Party, n.d. [1939].
- Break Truce with Tories and Build Labour Unity! A Statement for Consideration by Men and Women of the Labour Movement. With Fenner Brockway. n.c. [London]: Independent Labour Party, n.d. [1943].